# Протестантизм в Испании

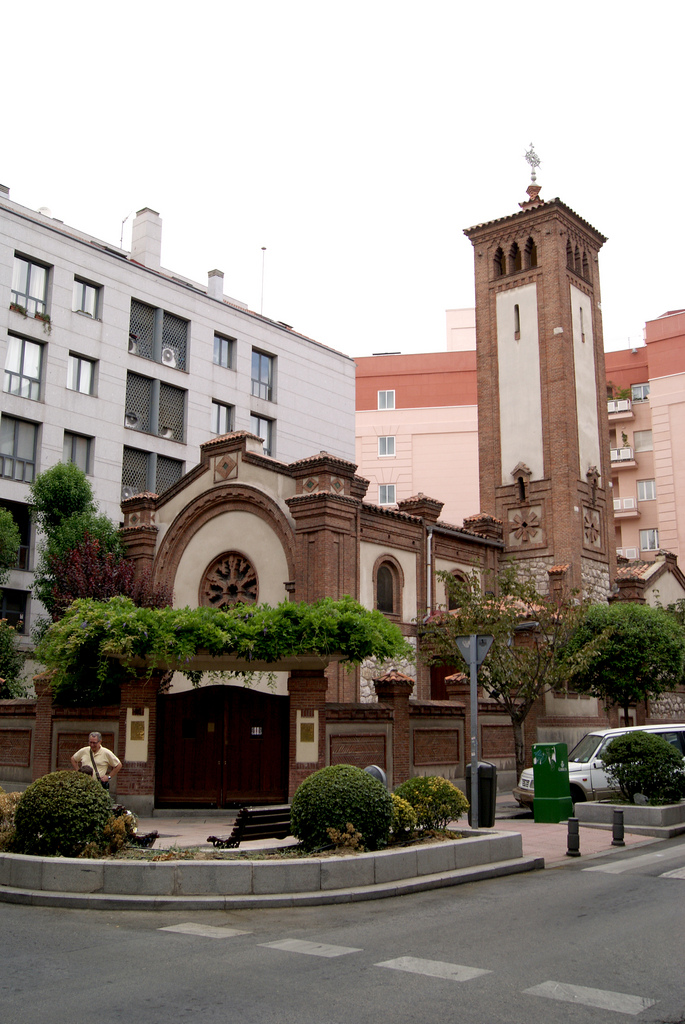
Англиканская церковь св. Георгия в Мадриде

Протестантизм в Испании — одно из направлений христианства в стране. По данным исследовательского центра Pew Research Center в 2010 году в Испании проживало 460 тыс. протестантов. Издание «Операция мир» насчитало в Испании в 2010 году 567 тыс. протестантов (включая англикан и верующих независимых христианских церквей). Существует и более крупные оценки — по данным Федерации евангельских религиозных организаций Испании в стране 1,2 млн протестантов (из которых 0,8 млн не являются гражданами страны). Газета El País сообщала об 1,5 млн протестантов.
Организационно, испанские протестанты объединены в 154 союза церквей. Число протестантских приходов и мест богослужения приближается к 3 тысячам.
Самая высокая концентрация протестантов приходится на Мадрид и прибрежные города (в первую очередь в Валенсии и Каталонии). Во всех городах страны с населением свыше 20 тыс. жителей имеется как минимум одна протестантская церковь. Гендерный состав протестантской общины примерно одинаков — 43,4 % в них составляют мужчины и 56,6 % женщины (для католической церкви эти цифры составляют соответственно 35 % и 65 %).
Самую крупную этническую группу внутри протестантской общины Испании представляют цыгане. Протестанты составляют весьма незначительную долю среди основного населения страны — испанцев. Чуть выше процент протестантов среди каталонцев, галисийцев, астурийцев, арагонцев и басков. Весьма заметную группу протестантов составляют живущие в Испании латиноамериканцы (бразильцы, колумбийцы, перуанцы, аргентинцы и др.). В Испании также растёт число протестантских приходов состоящих из выходцев из чёрной Африки и восточной Европы (в первую очередь румын, а также украинцев и др.). В последние два десятилетия Испания также стала домом для десятков тысяч подданных Британского королевства, соответственно англичане стали заметной этнической группой внутри протестантизма. Протестантами также являются часть живущих в стране немцев, голландцев, американцев, шведов, норвежцев, финов.

## Исторический обзор

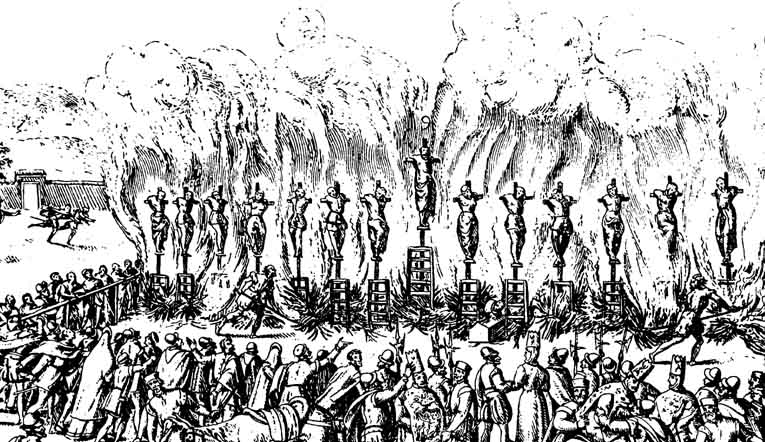
Гравюра с изображением сожжения протестантов в Вальядолиде 21 мая 1559 года

В средние века в Испании действовали ряд религиозных движений, предвосхитивших некоторые идеи Реформации. В первую очередь это были катары и вальденсы.
Уже при жизни Лютера идеи Реформации достигли Испании: в Вальядолиде возникла община связанная с немецкими лютеранами, в Севилье — община связанная с кальвинистами. После обнаружения этих групп значительная часть их последователей были сожжены заживо. Жестоким преследованиям повергались все, у кого была найдена протестантская литература; протестантами объявлялись даже те, кто критиковал церковь с антиклерикальных позиций. К 1570-м годам испанская инквизиция заставила оставшихся протестантов бежать из страны. В дальнейшем развод Генриха VIII с дочерью основателя испанского государства Екатериной Арагонской (1533), поражение Непобедимой армады (1588) и протестантское сопротивление в испанских Нидерландах укрепило испанцев в их национально-католической самоидентификации.

### Начало протестантской миссии
Протестанты (плимутские братья) начали своё служение в стране лишь в 1830-х годах. Ряд других евангеликов, среди которых были миссионеры вдохновлённые итальянскими вальденсами, проникли в Испанию в 1850-х годах. В 1860 году некоторые евангелические лидеры страны были арестованы; суд над ними вызвал протесты по всей Европе и они были депортированы из страны. После Славной революции и нового конституционного положения 1868 года, гарантировавшего религиозную терпимость, преимущественно на юге страны возникают первые протестантские общины. Позже эти общины сформировали межденоминационную Испанскую реформатскую церковь. После слияния с пресвитерианами в 1871 году церковь стала называться Испанская христианская церковь, после объединения с конгрегационалистами в 1890 году — Испанская евангелическая церковь. (В 1955 году в церковь влились методисты).

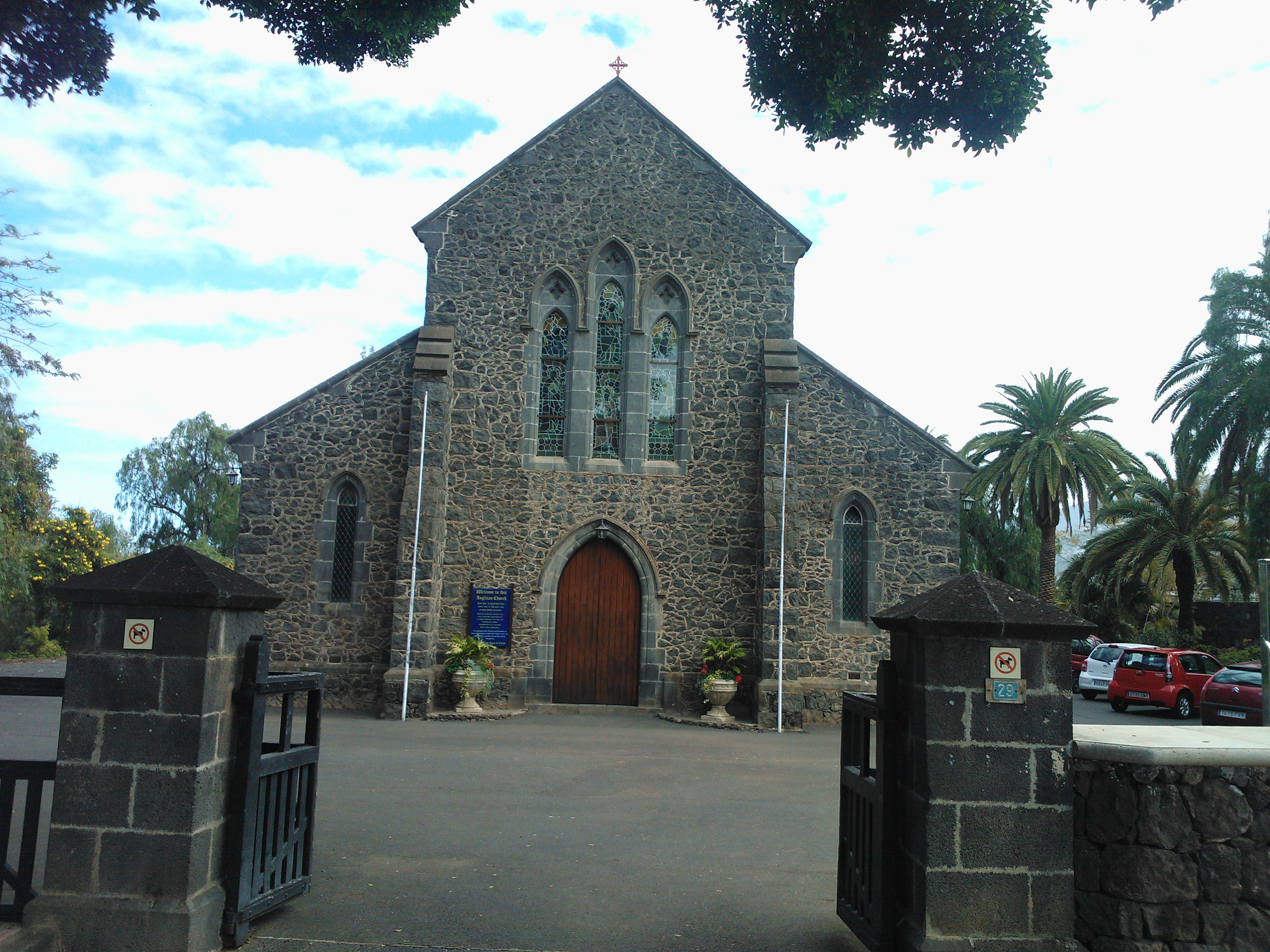
Церковь всех святых на острове Тенерифе, построенная в 1890 году

В 1868 году в Испанию прибыл американец Уильям Кнапп; в 1870 году ему удалось основать в Мадриде первую в стране баптистскую церковь. В 1921 году, после установления тесных связей с Южной баптистской конвенцией, испанские баптисты сформировали Баптистский евангельский союз Испании.
После раскола 1880 года из Испанской христианской церкви выделяется Испанская реформатская епископальная церковь, позднее аффилированная с Церковью Англии.
Первыми адвентистскими миссионерами в стране были два родных брата Фрэнк и Уолтер Бонд, которые в 1903 году покинули Калифорнию и прибыли в Испанию. В следующем году они крестили первых трёх обращённых.
Первые пятидесятнические миссионеры Мартин и Джулия Вахлстен прибыли в Хихон в 1923 году. Здесь они сумели перевести в пятидесятничество небольшую баптистскую общину. В 1927 году другой шведский миссионер, Свен Юханссон начал служение в Мадриде. В последующие годы их служение поддержали и другие шведские миссионеры, деятельность которых привела к созданию Евангелической пятидесятнической церкви в Испании. С 1930 годов в стране служат миссионеры Ассамблей Бога, с 1937 — миссионеры Церкви Бога.
К 1939 году в стране насчитывалось 30 тыс. протестантов. Социальные беспорядки, гражданская война, франкистский режим и ряд дискриминационных по отношению к протестантам законов заметно затруднили миссионерскую деятельность протестантов и привели к весьма скромному росту их влияния в последующий период времени. В 1967 году новый закон о религиозной свободе заменил действовавший с 1853 года конкордат с Ватиканом. Дальнейшая либерализация конституции в 1978 году отменила статус Католической церкви как государственной, гарантировала свободу менять вероисповедание и вывела брак из под контроля Католической церкви.

### Со второй половины XX века

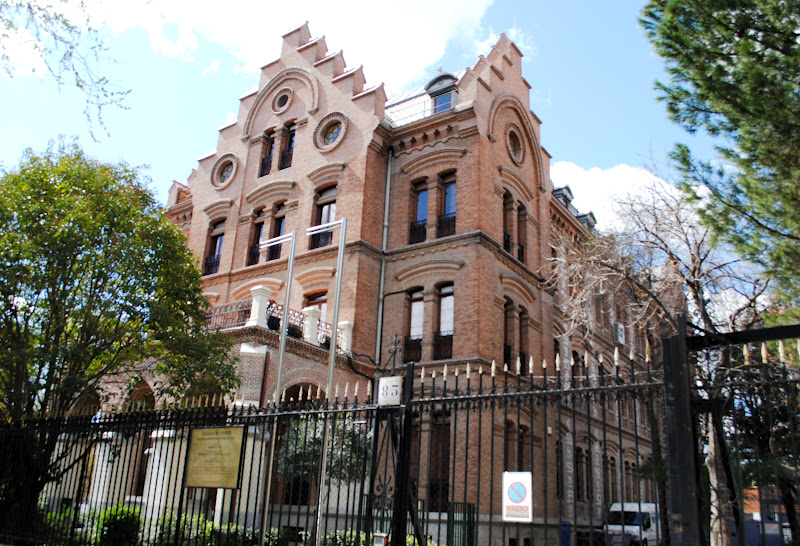
Храм Испанской евангелической церкви в Мадриде

Во второй половине XX века в Испании начали служение ряд новых протестантских движений — Новоапостольская церковь (1960), Церковь Христа (1964), Армия Спасения (1971), меннониты (1976), Христианский и миссионерский альянс (1978), назаряне (1981) и др.
В 1967 году группа испанских цыган, обращённых во Франции в пятидесятничество и вдохновлённых служением Клемана Ле Коссека, вернулась в Испанию и основала миссию среди местных кале. В дальнейшем миссия была реорганизована в Евангельскую церковь «Филадельфия», которая стала крупнейшей протестантской церковью страны. В это же время в страну проникли ряд международных пятидесятнических церквей — Церковь четырёхстороннего евангелия (1974), Объединённая пятидесятническая церковь (1979), Церковь Бога пророчеств (1981), Пятидесятническая церковь святости (1988). Пятидесятники имели впечатляющий рост и к началу XXI века представляли более половины испанских протестантов. Экспансия неопятидесятнических церквей (главным образом из Латинской Америки) лишь упрочила эту тенденцию.

### В 1980-х годах
По данным на начало 1980-х годов в Испании проживало 110 тыс. протестантов. Крупными протестантскими конфессиями были пятидесятники (16 тыс.), баптисты (16 тыс.), плимутские братья (15 тыс.), англикане (12 тыс.), адвентисты (7 тыс.). Межденоминационная Испанская евангелическая церковь насчитывала 10 тыс. верующих. К 1990 году число протестантов достигло 214 тыс.

## Современное состояние

Богослужение в баптистской церкви Мадрида

В настоящее время крупнейшую протестантскую конфессию в стране представляют пятидесятники (312 тыс.). Евангельская церковь «Филадельфия», служащая преимущественно среди цыган, насчитывает 725 общин прихожанами которых являются 204 тыс. человек. Испанские Ассамблеи Бога объединяют 220 общин и 25 тыс. прихожан (2010). Евангельская пятидесятническая церковь Испании в 2000 году насчитывала 4 тыс. прихожан, церкви «Открытой Библии» — 2,5 тыс., Федерация апостольских пятидесятнических церквей — 1,7 тыс., Пятидесятнические ассамблеи Испании — 1,3 тыс. В Испании также служат ряд международных пятидесятнических церквей (Церковь Бога, Церковь Бога пророчеств, Церковь четырёхстороннего евангелия, Объединённая пятидесятническая церковь). Нигерийская Искупленная христианская церковь Божья открыла в стране 23 общины. Определённый успех сопутствует латиноамериканским пятидесятническим церквам, таким как пуэрто-риканская Пятидесятническая церковь Бога (3 тыс.) и кубинская церковь «Воины креста Христова». Среди украинской диаспоры открыты 7 приходов Церкви христиан веры евангельской Украины. С 1991 года в Испании активно действует неопятидесятническая бразильская церковь «Царство Божие».
Численность англикан заметно выросла благодаря эмиграции с британских островов; в настоящее время в Испании насчитывается 76 тыс. верующих данной конфессии. В это число включены также прихожане Испанской реформатской епископальной церкви.
Движение плимутских братьев в Испании представлено двумя организациями — «христианскими братьями» (19,6 тыс., 180 общин) и «ассамблеями братьев» (18,7 тыс., 145 общин).

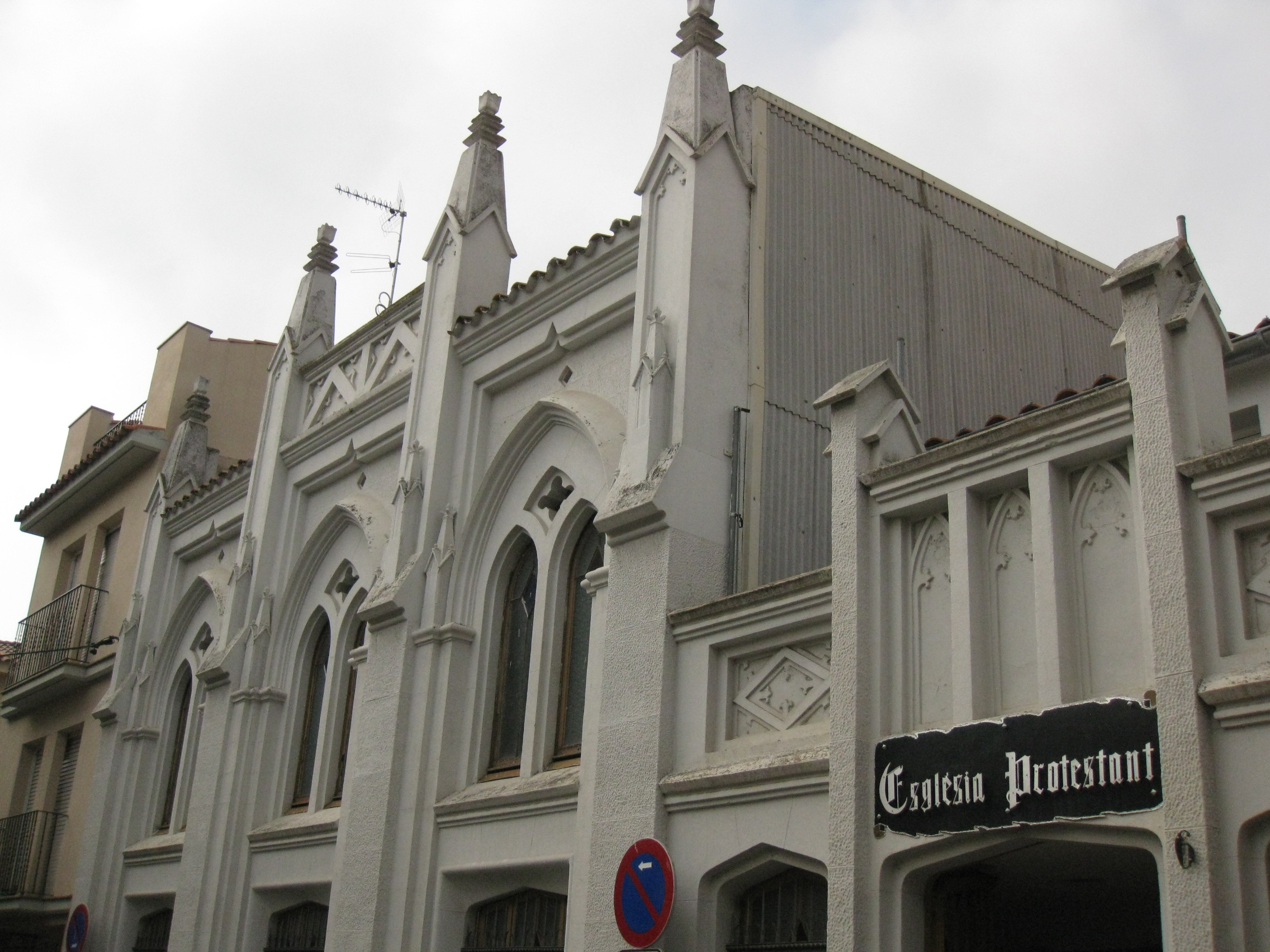
Евангелическая церковь в Руби

Церковь адвентистов седьмого дня сообщает о 104 общинах и 14,6 тыс. членов. Баптистский евангельский союз Испании объединяет 150 церквей и 11,3 тыс. членов. Прихожанами межденоминационной Испанской евангелической церкви являются 10 тыс. человек (52 прихода). В стране также действуют ряд небольших пресвитерианских организаций. Это Реформатская церковь Испании (с 1970-х годов, 6 общин) и основанная бразильцами Евангелическая пресвитерианская церковь (3 общины).
Среди других групп следует назвать Церкви Христа (2,5 тыс.), Христианский и миссионерский альянс (1,5 тыс.), Новоапостольскую церковь, назарян, Армию Спасения, меннонитов. В Испании также имеется очень маленькая община квакеров.